# DJ Dirty Harry
Vincent Bastille est un DJ et producteur français né le 10 septembre 1976 au Mans. Également connu sous le nom de DJ Dirty Harry, il débute à 17 ans,et mixe  en 1995 à Angers de la House Music dans un club du centre-ville réservée à la musique Disco et House. Après une année de mix intensif aux environs de Athene, le DJ tourne ses platines vers Paris pendant 3 ans, enchainant les résidences dans le Marais et les clubs de la capitale française.  
En 2004, il rejoint ses parents au Mans pour s'installer et commencer à produire sa propre musique électronique à base de samples issues de la musique Funk et Disco. Depuis, de nombreuses signatures pour ses tracks ont eu lieu au sein de labels internationaux et prestigieux, lui permettant de mixer à New York et Ibiza. Avec son dernier album intitulé "True" (sous son propre label) le DJ revient sur ses premiers amours musicaux: une pop électronique inspirée et dans l'air du temps.
| Albums        |  |                                                                                       |                                               |                 |         |  |   |  |  |
|               |  | Vincent Bastille, Tony K. Irving - Summertime (CDr, Album, MiniAlbum, M/Print, Promo) | VFB Records                                   | VFBCD001        | 2005    |  | 1 |  |  |
|               |  | Technecium (The Remixes) (CD, Album, Club, Promo)                                     | VFB Records                                   | FRVFB1812TB7339 | 2012    |  | 1 |  |  |
|               |  | Kexen Mixtape #1 (Acetate, 12", MiniAlbum, Mixtape)                                   | Uninfinity Records                            | URVBK001        | 2013    |  | 1 |  |  |
|               |  | Technecium (File, FLAC, WAV, Album)                                                   | VFB Records                                   | VFB013          | 2013    |  | 2 |  |  |
|               |  | Dances (CDr, Album, Club, Ltd, Promo)                                                 | VFB Records                                   | FR616VFBTB7741  | 2014    |  | 1 |  |  |
|               |  | Classical Piano Cover 2 (8xFile, MP3, Album, 320)                                     | Not On Label (Vincent Bastille Self-released) | none            | 2015    |  |   |  |  |
|               |  | Inception (10xFile, MP3, Album, 320)                                                  | Not On Label (Vincent Bastille Self-released) | none            | 2015    |  |   |  |  |
|               |  | HyperCub                                                                              | Uninfinity Records                            |                 | 2016    |  | 3 |  |  |
|               |  | HyperCub (File, FLAC, WAV, 5.25", Album, S/Edition)                                   | Uninfinity Records                            | URVFBHC1218     | 2017    |  | 1 |  |  |
|               |  | Margarita (File, WAV, Album)                                                          | Uninfinity Records                            | URVBMB201       | 2017    |  | 2 |  |  |
| Singles & EPs |  |                                                                                       |                                               |                 |         |  |   |  |  |
|               |  | Famous (12", Club, Promo, Smplr, W/Lbl)                                               | White Label (2)                               | BTL01AB         | 1997    |  | 1 |  |  |
|               |  | Sismo presents Ayaye (12", Single)                                                    | VFB Records                                   | VFBEP001        | 2004    |  | 2 |  |  |
|               |  | Kexen Presents "I Know What I Am" (12", EP, Club, Pic, Promo, S/Edition)              | VFB Records                                   | VDVFB04308      | 2008    |  | 1 |  |  |
|               |  | Vincent Bastille, Calisa - Purple Minds (File, WAV, EP)                               | Uninfinity Records                            | URVFBFFC09170   | 2014    |  | 1 |  |  |
|               |  | Vincent Bastille, Calisa - Purple Minds / Creepy Gaga (The Remixes)(File, WAV, EP)    | Uninfinity Records                            | URVFBC0917      | 2014    |  | 1 |  |  |
|               |  | Mine Craft (File, WAV, EP)                                                            | Uninfinity Records                            | URVBA004        | 2016    |  | 1 |  |  |
|               |  | Forever (File, WAV, Single)                                                           | Uninfinity Records                            | URVBFRR0124     | 2016    |  | 1 |  |  |
|               |  | Killer (File, MP3, Maxi)                                                              | 2dance Records                                | 2DR0030         | 2017    |  |   |  |  |
|               |  | Peteer Tool (File, AIFF, FLAC, WAV, EP)                                               | Burnk Digital                                 | BKDVB01         | 2018    |  | 1 |  |  |
|               |  | Gumbing (File, WAV, Single)                                                           | Burnk Digital                                 | EAX100-01       | Unknown |  | 1 |  |  |
|               |  | Lions (File, WAV, EP)                                                                 | Uninfinity Records                            | URVBL07701      | Unknown |  | 1 |  |  |
| Miscellaneous |  |                                                                                       |                                               |                 |         |  |   |  |  |
|               |  | Andalousia (File, FLAC)                                                               | Uninfinity Records                            | URVB09822       | 2017    |  | 1 |  |  |
|               |  | After The Rain (File, WAV)                                                            | Uninfinity Records                            | URVBATR098      | 2018    |  | 1 |  |  |